# Bariri
Bariri là một đô thị ở bang São Paulo của Brasil. Đô thị này nằm ở vĩ độ 22º04'28" độ vĩ nam và kinh độ 48º44'25" độ vĩ tây, trên khu vực có độ cao 447 m. Dân số năm 2007 ước khoảng 30.995 người. 

## Thông tin nhân khẩu
Dữ liệu điều tra - 2007
Tổng dân số: 30.995
- Dân số thành thị: 28.874
- Dân số nông thôn: 2.121
  - Nam giới: 15.556
  - Nữ giới: 15.439

Mật độ dân số (người/km²): 70,02
Tỷ lệ tử vong trẻ sơ sinh dưới 1 tuổi (trên một triệu người): 11,45
Tuổi thọ bình quân (tuổi): 73,75
Tỷ lệ sinh (số trẻ trên mỗi bà mẹ): 1,99
Tỷ lệ biết đọc biết viết: 90,07%
Chỉ số phát triển con người (HDI-M): 0,804
- Chỉ số phát triển con người - Thu nhập: 0,760
- Chỉ số phát triển con người - Tuổi thọ: 0,813
- Chỉ số phát triển con người - Giáo dục: 0,862
- IFDM-M: 0,844

(Nguồn: IPEADATA)

## Sông ngòi
- Sông Tietê
- Sông Jacaré Pepira